# Мептазинол
Мептазинол (торговое название Meptid) - опиоидный анальгетик, разработанный Уайетом в 1970-х годах. Показания к применению -  умеренные и сильной боли, наиболее часто используется для купирования болей в области акушерства.
Препарат является 3-фенилзамещённым производным азепана, в то время как другие его производные, применяемые как опиоидные анальгетики, являются 4-фенилзамещёнными его производными.
Анальгетик является смешанным агонистом/антагонистом µ-опиоидных рецепторов, что снижает риск возникновения зависимости и злоупотребления по сравнению с полными µ-агонистами, такие как морфин.  Препарат имеет не только более короткое начало действия, но и меньшую продолжительность действия по сравнению с другими опиоидами, такими как морфин, бупренорфин или пентазоцин.